# Yabninu
Yabninu war ein wohlhabender Händler und hoher Beamter (šatammu rabu), der von zahlreichen Inschriften aus Ugarit im Nordwesten des heutigen Syrien bekannt ist, wo auch sein Haus identifiziert werden konnte. Er lebte im 13. Jahrhundert v. Chr. unter König Ammistamru II. (regierte etwa 1265 v. Chr. bis 1235/30 v. Chr.).
Sein Haus wurde 1955 ausgegraben und erhielt wegen seiner Größe von mehr als 1000 m² vonseiten der Ausgräber den Namen Palais Sud (südlicher Palast) oder kleiner Palast. Der Bau hatte mindestens zwei Stockwerke, wie Treppen belegen, und war reich an Funden. 82 Schrifttafeln wurden gefunden, die die weitreichenden Handelsbeziehungen von Yabninu bezeugen. Die Schrifttafeln sind alle kommerzieller Natur. Die meisten von ihnen sind in Akkadisch abgefasst. Es gibt aber auch drei Texte (zwei Tafeln und eine Topfaufschrift) in Kypro-minoischer Schrift, die Handelskontakte mit Zypern belegen, und fünf Texte in Ugaritisch. Gemäß den überlieferten Texten scheint Yabninu vor allem mit Metall gehandelt zu haben.